# Great Wall Marathon
The Great Wall Marathon er et årligt tilbagevendende maratonløb afholdt i maj måned på og omkring Den Kinesiske Mur i Tianjin-provinsen i det nordøstlige Kina. 

## Historie
Løbet blev afholdt første gang i 1999, og siden da har flere hundrede løbere deltaget hvert år. Udover maratondistancen på 42 km er det også muligt at løbe halvmaraton (21 km), 10 km og 5 km. Ruten er noget hårdere end traditionelle maratonløb på grund af de mange stejle stigninger på murens 5.100 stentrin.  Det danske rejsebureau Albatros Travel arrangerer hvert år ture for danske deltagere.

### 2007
I 2007 foregik The Great Wall Marathon den 19. maj med over 1.200 deltagere fra hele verden. Vinderen blev Salvador Calvo fra Spanien, som slog løbets hidtidige rekord med tiden 3:23:10. Calvo var over et kvarter hurtigere end sin nærmeste konkurrent.
Blandt kvinderne var Sara Winter fra New Zealand den hurtigste. Hun kom i mål på tiden 3:50:21 og blev nr. 5 blandt alle deltagerne.

### 2008
Løbet foregik den 17. maj 2008. Igen i år blev der sat løbsrekord. Denne gang af mexicaneren Romualdo Sanchez Garita, der løb over målstregen efter kun 3 timer, 18 minutter og 48 sekunder. Den hurtigste kvindelige løber var Leanne Juul fra Sydafrika. Hendes tid blev 4:09:10.

### 2009
Great Wall Marathon 2009 blev afholdt den 16. maj 2009 med 1.363 løbere fra 40 forskellige lande over målstregen. Vinderne af maratonløbet var Justin Walker fra USA med tiden 3:40:54 og Joanna Gosse fra New Zealand med tiden 4:03:23.

### 2010
The Great Wall Marathon 2010 blev afholdt den 15. maj 2010. De hurtigste løbere var:
Qiang Tong, China, 3:24:44
Inez-Anne Haagen, The Netherlands, 3:56:38

### 2011
Lørdag d. 21. maj, 2014: De hurtigste løbere var:
Yanqiao Yun, Kina,	 3:18:48
Mari Kauri, Finland, 4:11:19

### 2012
Lørdag d. 18. maj, 2012: De hurtigste løbere var:
Luis Alonso, Spanien, 3:39:28
Mari Kauri. Finland, 4:10:43

### 2013
Lørdag d. 18. maj, 2013: De hurtigste løbere var:
Jorge Maravilla (USA), Dimitris Theodorakakos (Grækenland) og Jonathan Wyatt (New Zealand) som krydsede mållinjen sammen i tiden 3:09:18
Silvia Serafini, Italien, 3:32:12 (ny rekord for kvinder)

### 2014
Lørdag d. 17. maj, 2014: De hurtigste løbere var:
Ernesto Ciravegna, Italien, 3:33:56
Sofía García Bardoll, Spanien, 3:57:25

### 2015
Løbet afholdes lørdag d. 16. maj.